# Weißgerbergasse (Nürnberg)

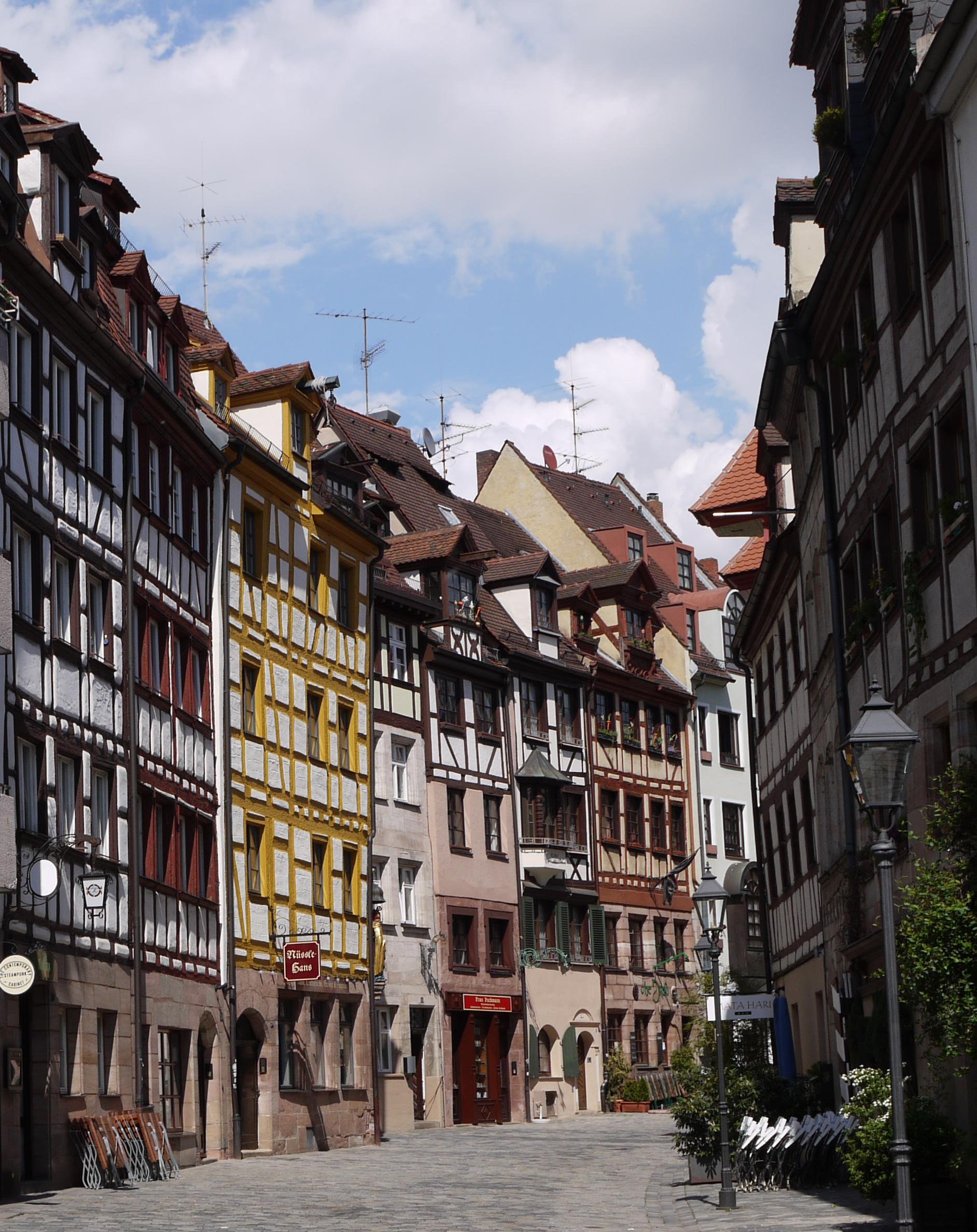
Weißgerbergasse in Nürnberg

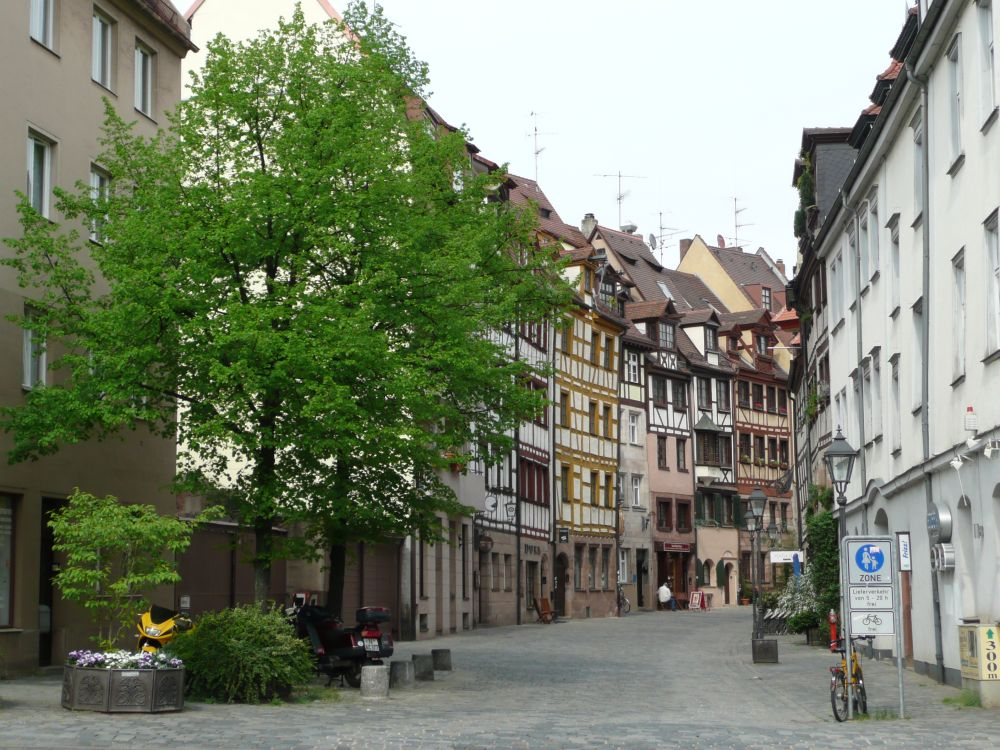
Die Weißgerbergasse in Nürnberg, Blick Richtung Nord-Osten

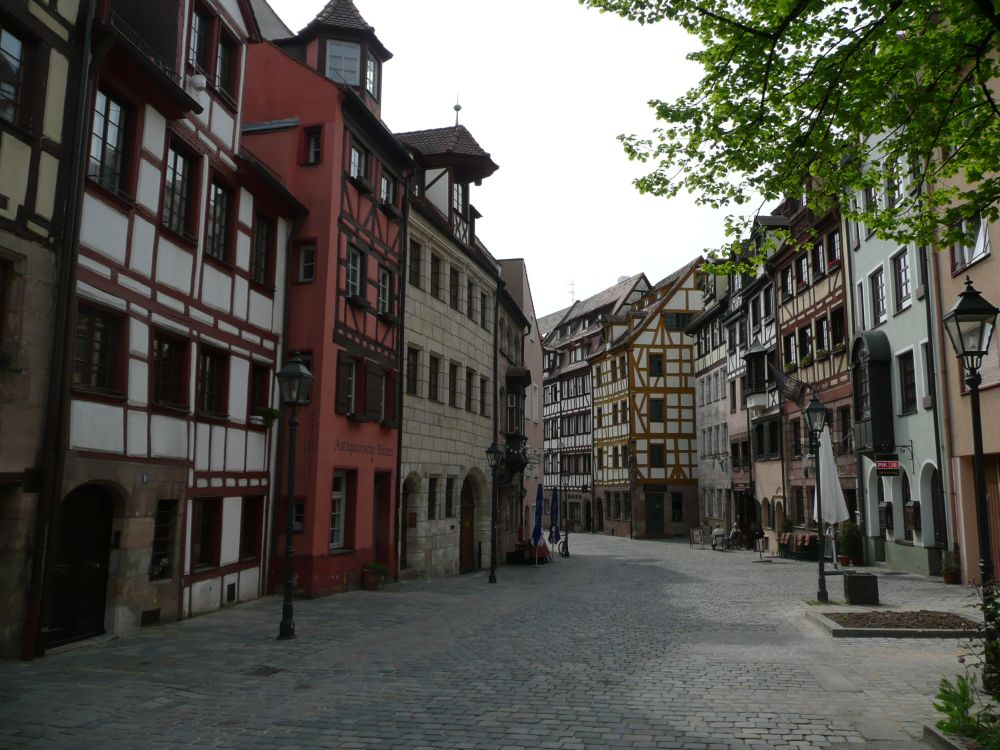
Die Weißgerbergasse in Nürnberg, Blick Richtung Westen

Die Weißgerbergasse ist eine Straße in Nürnberg. Sie gehört zu den wenigen überwiegend erhaltenen Baudenkmalensembles der Nürnberger Altstadt. Sie wird von Bars, Restaurants und Galerien gesäumt.
Die Weißgerbergasse liegt im Nürnberger Stadtbezirk 0 - 06 in der nördlich der Pegnitz  gelegenen Sebalder Altstadt. Sie führt von dem im Süden in Pegnitznähe gelegenen Maxplatz zunächst nordöstlich, dann östlich Richtung Sebalduskirche zum Weinmarkt. Nördlich verlaufen parallel zur Weißgerbergasse der Geiersberg und die Irrerstraße. Die Irrerstraße beginnt am Weinmarkt. Die Südseite des Eckhauses Irrerstraße 1 liegt an der Weißgerbergasse.

## Geschichte

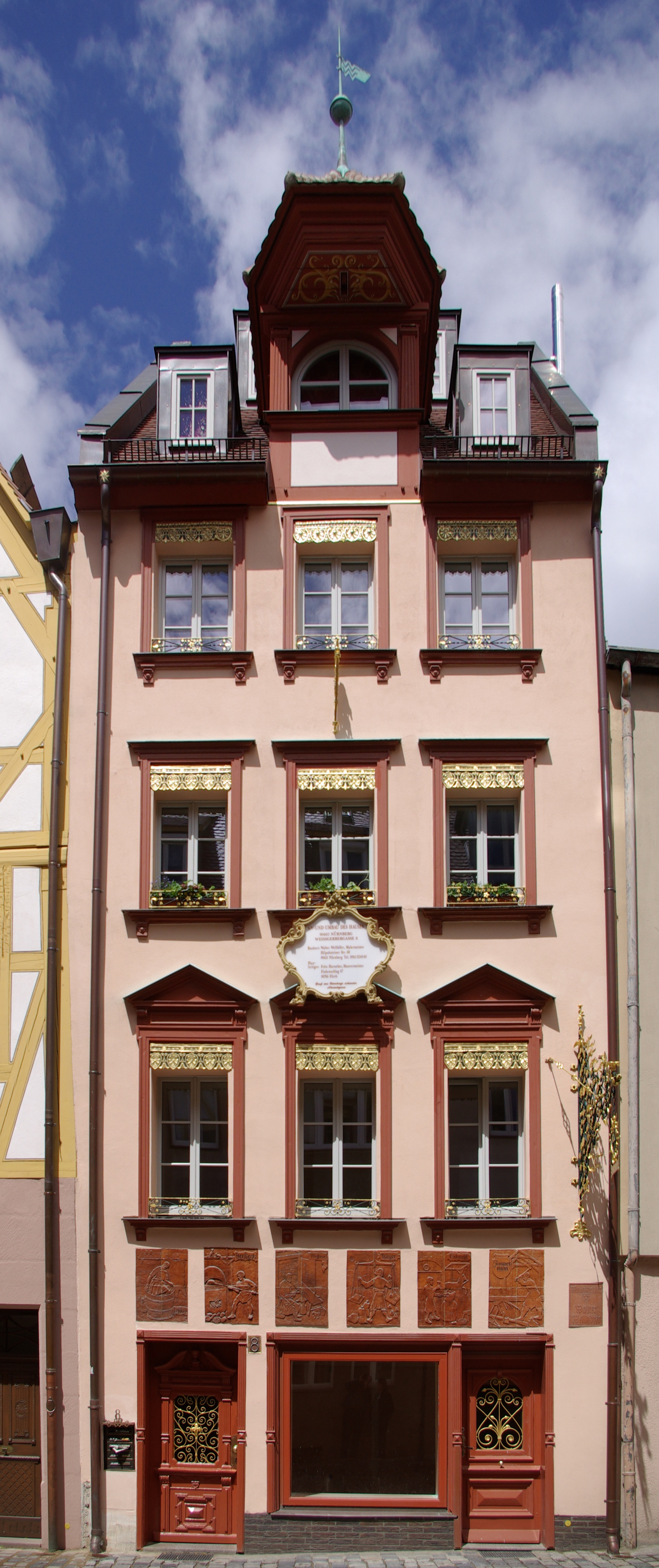
Haus Weißgerbergasse 8

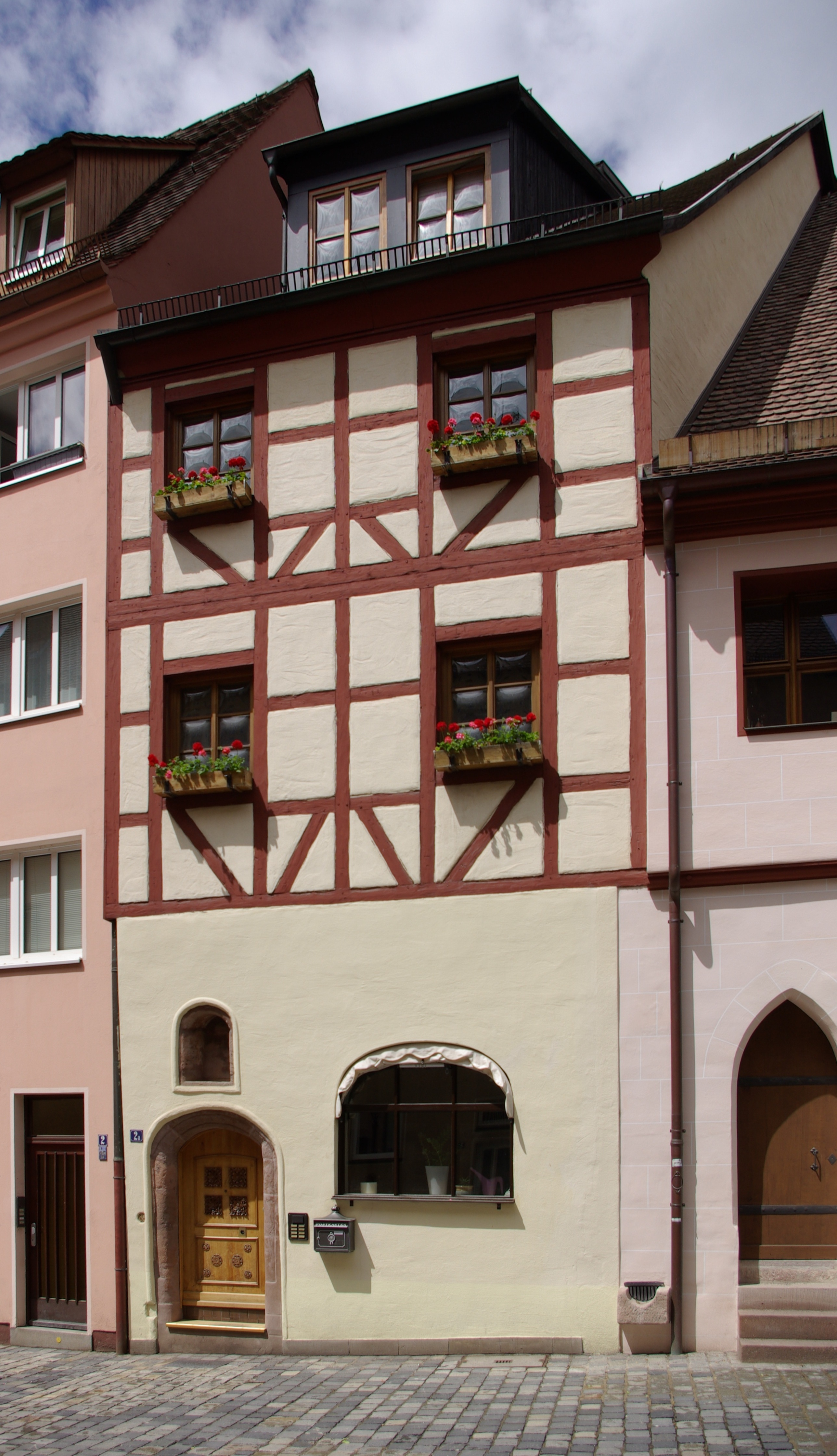
Haus Weißgerbergasse 2a

Etwa zwanzig mittelalterliche Fachwerkhäuser in der Weißgerbergasse haben die schweren Luftangriffe auf Nürnberg überstanden. Die Weißgerbergasse spiegelt daher ein Stück des historischen Nürnbergs, insbesondere eines alten Handwerkerviertels innerhalb des Burgviertels, wider.
Der Name der Gasse kommt von den Weißgerbern, die im Mittelalter dort ansässig waren und im Gegensatz zu den Rotgerbern mit Hilfe von Alaun, Kochsalz, Mehl, Eiern und Baumöl rohe Tierhäute zu feinem, hellen Leder, dem sogenannten Weißleder, verarbeiteten Da das Gerben der Tierhäute damals sehr viel Wasser beanspruchte und zudem eine nicht unerhebliche Geruchsbelästigung darstellte, kommt es nicht von ungefähr, dass die Handwerkshäuser fast alle über einen privaten Brunnen verfügten und am Ortsausgang in der Nähe der abfließenden Pegnitz angesiedelt waren.
Erwähnenswert ist neben der Irrerstraße auch das „Irrertürlein“, ein ehemaliger Fußgängerdurchlass in der Neutormauer westlich des Maxplatzes. Das „Irrertürlein“ und die Irrerstraße hatte man nach den um die Weißgerbergasse und die Irrerstraße ansässigen „Irrern“ (= Weißgerber) benannt.
1837 beantragten Bewohner der Weißgerbergasse, diese in Hallertorgasse umzubenennen, da der Berufsstand hier nicht mehr ansässig sei. Doch die Regierung des Rezatkreises (Mittelfranken) wies das Gesuch mit dem Hinweis auf die historische Bedeutung des Straßennamens als Zeugnis früherer Anwohner ab.
Den Nürnberger Altstadtfreunden und den Hausbesitzern ist es zu verdanken, dass die meisten Häuser liebevoll renoviert wurden und man so einen kleinen Einblick gewinnen kann, wie das alte Nürnberg einmal ausgesehen hat. An den Häusern Weißgerbergasse 16 und 25 findet man sogar zwei der Nürnberger Chörlein, d. h. Erker an der Hausfassade, die das strenge Bild der Nürnberger Hausfassaden auflockerten. Sie dienten zugleich der Beobachtung des Straßengeschehens.
Noch in den Jahren um 1970 lag das Fachwerk in der Weißgerbergasse unter Verputz. Deshalb beteiligten sich die Altstadtfreunde motivierend, planend und finanzierend an der Renovierung von Fachwerkfassaden und Dacherkern der Häuser Weißgerbergasse Nr. 21, 23, 26, 30 und 35. Doch die Fachwerkfreilegungen der Altstadtfreunde, durch die die Gasse zu einer Vorzeigestraße und Touristenattraktion wurde, wurden nicht nur begrüßt, sondern auch kritisiert. Deshalb nahmen Stadtbaudirektor i. R. Julius Lincke (1909–1991), ein Berater der Altstadtfreunde, anlässlich des Europäischen Denkmalschutzjahres 1975 und später auch Erich Mulzer, der Vorsitzende der Altstadtfreunde Nürnberg e. V., in den Nürnberger Altstadtberichten dazu Stellung.
Die Altstadtfreunde kauften 1997 das am Eingang zur Weißgerbergasse gelegene Eckhaus Irrerstraße 1, das zugleich die westliche Platzbegrenzung des Weinmarktes bildet, und restaurierten es. Ebenso kauften die Altstadtfreunde im Jahr 2000 das historische ehemalige Gerberhaus Weißgerbergasse 10 und sanieren es mit einem Aufwand von 1,5 Millionen Euro als „Erich-Mulzer-Haus“. Ende 2006 konnten die Altstadtfreunde den Dacherker auf das Haus Weißgerbergasse 8 aufsetzen. Inzwischen wurde er eingedeckt, eingeputzt und farblich gefasst.
Heute befinden sich in der Weißgerbergasse überwiegend Wohnungen, viele kleine Bars und Kneipen und diverses Gewerbe wie Friseur, Goldschmied, Kunstgalerie, Bücherklinik, und Kosmetikstudio.
Die Weißgerbergasse gehört zur „Historischen Meile Nürnbergs“.

## Verkehrssituation
Noch in den 1970er Jahren verpesteten die Abgase des Autoverkehrs und die Kloake-Wagen, die wöchentlich die Abortgruben in manchen Hinterhöfen leerpumpten, die Luft, so dass die Fenster tagsüber geschlossen bleiben mussten. Heute ist die Weißgerbergasse Fußgängerzone und an die Kanalisation angeschlossen.
Die Weißgerbergasse hat durch die Straßenbahnhaltestelle am Hallertor und durch die Bushaltestelle in der Weintraubengasse
eine gute Verkehrsanbindung an den öffentlichen Nahverkehr des Verkehrsverbundes im Großraum Nürnberg (VGN). Die U-Bahn am Plärrer ist daher schnell erreicht.

## Sehenswürdigkeiten
Erich Mulzer schrieb über das Ensemble Weißgerbergasse und dessen Sehenswürdigkeiten: „Mit 22 alten Häusern ist die Weißgerbergasse die am besten erhaltene Straße in der heutigen Altstadt. Im Gegensatz zur Füll herrschen hier allerdings schmälere und meist aus Fachwerk gebaute Häuser vor. Es entsteht dadurch, trotz etwa gleicher Straßenbreite und Häuserhöhe wie in der Füll, ein wesentlich bewegteres und bunteres Bild – charakteristisch für die Handwerkergassen der alten Stadt, in denen sich stets auch vielfältiges tätiges Leben abspielte. Kunstwerke treten dagegen im Gesamteindruck zurück: So gibt es hier nur ein einziges altes Chörlein (an Nr. 25), und die Dacherker bleiben meist schmucklos. Typisch für Handwerkerhäuser sind stattdessen das Weißgerberemblem von 1708 und das Schlosserzeichen von etwa 1820 (beides an Nr. 24) sowie die kleine Biedermeiertüre mit geschnitzten Früchte-Füllhörnern (Nr. 28). Die Eckfigur des St. Egidius mit der Hindin (Nr. 26) ist eine Kopie von einem zerstörten ähnlichen Fachwerkhaus an anderer Stelle. Einige reizvolle und malerische Höfe (Nr. 19, 21, 23 und 35) sind nicht allgemein zugänglich. Das gilt auch von einem eindrucksvollen barocken Gartensaal mit reicher Stuckierung (im Durchgang hinter der Einfahrt neben Nr. 27).“
Ein Nürnberger Bürgerhaus umfasste in der Regel Vorderhaus, schmale Seitenflügel, Hof und Hinterhaus. Der Hof mit Brunnen, Treppenturm, Aufzugserker und manchmal einem kleinen Gärtchen war oft auch der Mittelpunkt des täglichen Lebens. Zumindest der Seitenflügel trug in allen Stockwerken offene Galerien (genannt „Gänge“) als Verbindung von Vorder- und Hinterhaus. Oft umzogen diese Galerien aber auch auf zwei oder drei Seiten oder allseitig den Hof. Die Schmuckarchitektur der Galerien war ein Nürnberger Mischstil aus einem gotischen Maßwerk in den Brüstungen und späteren Renaissancesäulen und Barockkonsolen. Die der Renaissance eher entsprechende Form mit Baluster-('Docken'-)Brüstungen findet sich aus Holz in der Weißgerbergasse 23. Zeitlos einfache Bretterbrüstungen besitzt die Weißgerbergasse 35.
Besichtigungen mancher Höfe sind hin und wieder anlässlich der von den Altstadtfreunden organisierten Altstadtspaziergänge und am Tag des offenen Denkmals möglich. Die Altstadtfreunde organisieren außerdem Führungen durch ihre eigenen Häuser, auch schon während der archäologischen Forschungsarbeiten.